# Nataša Andonova
Nataša Andonova (Schreibweise auch Natasha Andonova; mazedonisch Наташа Андонова; * 4. Dezember 1993 in Negotino) ist eine mazedonische Fußballspielerin. Die Stürmerin ist 2012–2015 und seit 2018 Kapitänin der Nationalmannschaft ihres Landes und spielt aktuell beim Levante UD. Sie ist die jüngere Schwester von Sijche Andonova, die ebenfalls mazedonische Nationalspielerin war.

## Herkunft und Ausbildung
Andonova wurde im mazedonischen Negotino geboren und wuchs dort gemeinsam mit ihrer Schwester bei ihren Eltern auf. Sie besuchte die örtliche Grundschule und das Gymnasium. Ab Januar 2011 war Andonova für ein Jahr als Austauschschülerin an der Sportschule Potsdam „Friedrich Ludwig Jahn“. 2013 begann sie ein Fernstudium in Sportmanagement an der FON Universität Skopje.

## Verein

### Vereine in Mazedonien
Andonova begann ihre Karriere beim mazedonischen Verein ZFK Tikvešanka, mit dem sie in der mazedonischen Frauenfußballliga spielte, 2009 mazedonischer Meister und Pokalsieger wurde und im gleichen Jahr in der Champions League spielte. Beim Qualifikationsturnier im heimischen Strumica (Mazedonien) kam sie in allen drei Spielen (0:5 gegen FC NSA Sofia, 1:7 gegen HSC Montpellier, 2:4 gegen KÍ Klaksvík) zum Einsatz und schoss das Tor ihrer Mannschaft im Spiel gegen Montpellier. Im September 2009 wechselte sie zum ZFK Borec, mit dem sie 2010 wiederum mazedonischer Meister und Pokalsieger wurde und ebenfalls in drei Spielen in der Champions League zum Einsatz kam (0:4 gegen Gintra Universitetas, 0:10 gegen Everton LFC, 0:2 gegen KÍ Klaksvík).

### 1. FFC Turbine Potsdam
Im Sommer 2009 weilte Andonova erstmals zum Probetraining beim 1. FFC Turbine Potsdam und erzielte am 11. August 2009 beim Testspiel gegen die Männermannschaft des CM Veritas Wittenberge zwei Tore (Endstand: 2:5 für Wittenberge). Aber erst Anfang 2011 kam der Wechsel zustande. Ab Februar 2011 war sie beim Bundesligisten 1. FFC Turbine Potsdam spielberechtigt, mit dem sie 2011 und 2012 Deutscher Meister wurde. Am 20. Februar 2011 debütierte Andonova für Turbine Potsdam im Spiel gegen den 1. FC Saarbrücken in der 1. Bundesliga. Eine Woche später markierte sie im DFB-Pokal-Halbfinale gegen Bayern München in der 74. Minute ihren ersten Treffer zum 4:2-Endstand. Im Finale des DFB-Pokals gegen den 1. FFC Frankfurt (Endstand: 1:2) wurde sie in der 81. Minute eingewechselt. Zudem wurde sie in der Saison 2010/11 an drei Spieltagen in der zweiten Mannschaft von Turbine in der 2. Bundesliga Nord eingesetzt. Im Bundesliga-Cup, dem Überbrückungsturnier zwischen dem Ende der Meisterschaft und der WM wurde Natasa Andonova in allen sechs Spielen eingesetzt und erzielte sieben Tore. Im Finale unterlag Turbine Potsdam der Mannschaft von Bayern München 1:2.
In der Saison 2011/12 kam sie bei elf Bundesligaspielen zum Einsatz, stand dabei drei Mal in der Startformation. Im November und Dezember 2011 wurde sie vier Mal in der zweiten Mannschaft von Turbine in der 2. Bundesliga eingesetzt und erzielte am 27. November 2011 beim Spiel Werder Bremen – Turbine Potsdam (Endstand: 2:2) in der 51. Minute das 1:2 für Turbine – ihr erstes Zweitliga-Tor. Im DFB-Pokal wurde sie in der Hauptrunde beim Spiel Turbine Potsdam – SG Essen-Schönebeck eingesetzt und erzielte in der 41. Minute das 2:0 (Endstand: 5:0). Zu ihrem ersten Einsatz in der Champions-League für Turbine Potsdam kam Andonova beim 2:0-Heimsieg am 14. März 2012 gegen den FC Rossiyanka (Russland), als sie in der 77. Minute eingewechselt wurde.
Gleich am ersten Spieltag der Saison 2012/13 erzielte Andonova beim 8:1-Sieg von Turbine Potsdam in Sindelfingen ihr erstes Tor in der höchsten Spielklasse. Insgesamt kam sie in der Saison zu zehn Einsätzen in der 1. Bundesliga und erzielte fünf Tore. In der Champions League erzielte sie am 26. September 2012 im Auswärtsspiel bei Standard Femina de Liege (Belgien), das Turbine Potsdam 3:1 gewann, ihre ersten beiden Tore. Beim Rückspiel in Potsdam erzielte sie am 3. Oktober beim 5:0-Sieg von Turbine drei Treffer. Nach einer Fraktur im Sprunggelenk beim Champions-League-Hinspiel in London am 1. November 2012 fiel sie mehrere Monate aus und kam erst zum Ende der Saison wieder in der ersten Mannschaft zum Einsatz. Im März und April 2013 kam sie fünf Mal für die zweite Mannschaft in der 2. Bundesliga zum Einsatz und erzielte dabei sechs Tore. Sie stand am 19. Mai 2013 mit ihrer Mannschaft im DFB-Pokal-Finale gegen den Vfl Wolfsburg (Endstand 2:3), musste aber noch in der ersten Halbzeit verletzt ausgewechselt werden.
In der Saison 2013/14 kam sie nach einem Bänderriss in der Vorbereitung am ersten Spieltag noch in der 2. Mannschaft zum Einsatz und bestritt danach siebzehn Erstliga-Spiele, in denen sie drei Tore erzielte. In der Champions League kam sie zu vier Einsätzen gegen Olympique Lyon, Torres Sassari und MTK Budapest und schoss gegen letztere drei Tore. In der Saison 2014/15 gehörte sie zum Stammkader der 1. Mannschaft und kam in allen 22 Spielen zum Einsatz. Dabei erzielte sie vier Tore. Ihr Freistoßtor im Spiel gegen Bayer Leverkusen wurde zum Tor des Monats November der Frauenfußballbundesliga gewählt. Mit ihrer Mannschaft stand sie zum dritten Mal nach 2011 und 2013 im DFB-Pokalfinale, musste sich aber erneut geschlagen geben.

### FC Rosengård

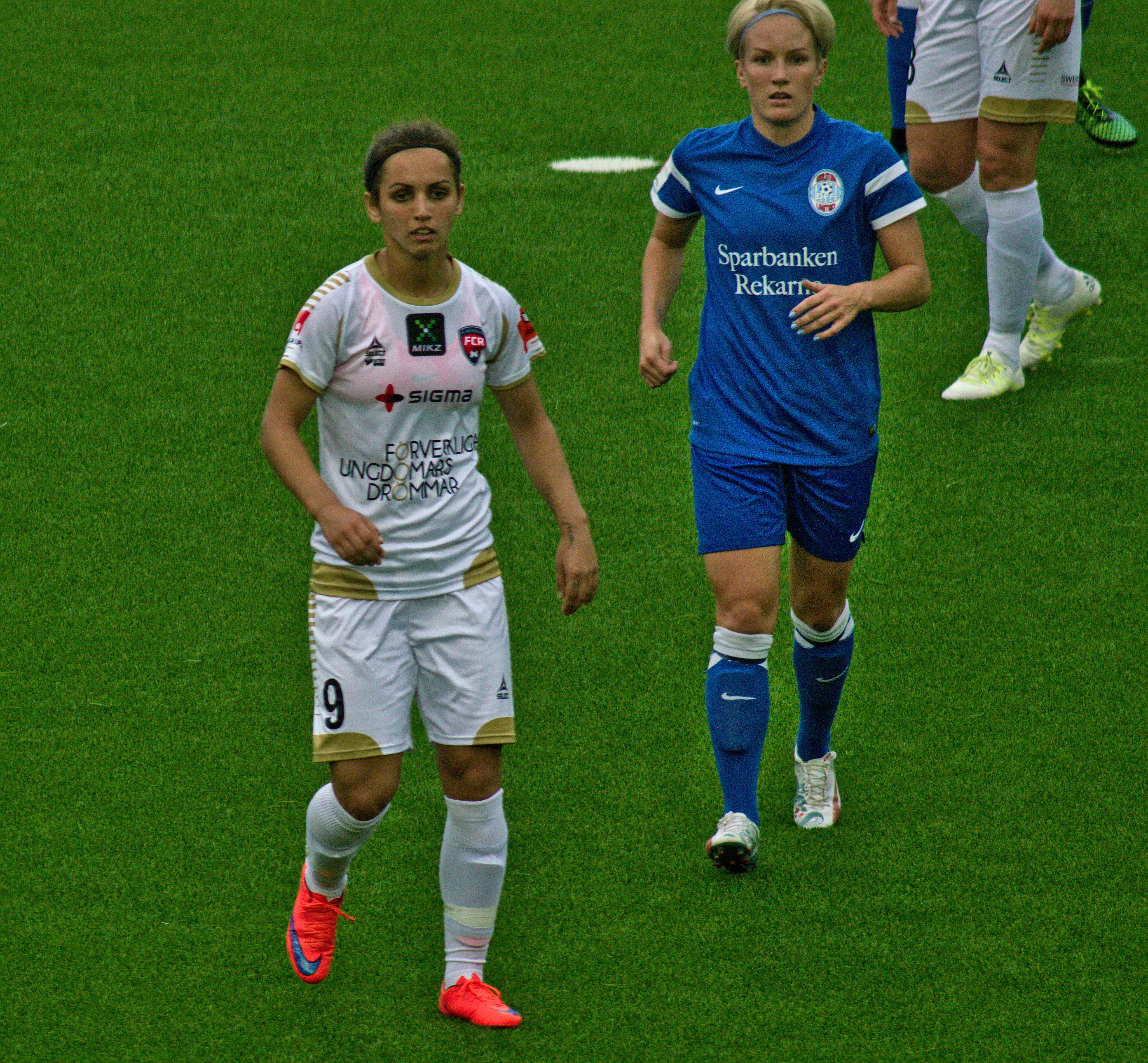
In FC Rosengård August 2015.

Nach 61 Spielen in fünf Spielzeiten für den 1. FFC Turbine Potsdam, wechselte sie im Juni 2015 nach Schweden zum FC Rosengård. Dort war sie ab dem 15. Juli spielberechtigt. Ihren ersten Einsatz in der Damallsvenskan hatte sie beim 1:1 in Mallbacken am 15. Juli. Kurios war ihr erster Treffer. In den Statistiken wurde sie als Torschützin für Rosengård beim 1:2 am 22. Juli in Linköping geführt, obwohl ihr Freistoß an die Latte ging und erst der anschließende Kopfball von Berglund den Ball über die Linie beförderte. Ihr Freistoßtor zum 2:2 am 26. Juli gegen Kopparbergs/Göteborg war dann ihr erstes richtiges Tor für Rosengård. Am 9. August stand sie mit ihrer Mannschaft im schwedischen Pokalfinale (Svenska Cupen) gegen Linköpings FC, das Spiel ging mit 0:2 verloren. Am 18. Oktober 2015 wurde sie mit dem FC Rosengård durch ein 5:0 gegen Linköpings FC am letzten Spieltag schwedische Meisterin (Svenska Mästare). In dem Spiel schoss sie drei Tore. Insgesamt kam sie in 13 Spielen auf 12 Saisontreffer und war damit trotz ihres verspäteten Einstiegs viertbeste Torschützin der Liga.
Die Saison 2016 begann für Andonova mit dem Gewinn des Supercups. Am 16. März gewann Rosengård gegen Linköpings FC mit 2:1. Rosengård wurde Vizemeister der Saison 2016 hinter Linköping, konnte aber das Pokalfinale am 28. August 2016 mit 3:1 gegen Linköping gewinnen. In der Champions-League scheiterte Rosengård am FFC Frankfurt im Viertelfinale erst im Elfmeterschießen.

### Paris Saint-Germain
Im Februar 2017 wechselte Andonova zum französischen Erstdivisionär Paris Saint-Germain FC, wo sie in einem halben Jahr in sieben Ligaspielen auflief, in denen sie torlos blieb. Dagegen konnte sie im Pokal-Halbfinale gegen St. Etienne beim 4:1 zwei Treffer beisteuern. PSG verlor das Pokalfinale gegen Lyon, in dem sie nicht zum Einsatz kam, genauso wie das Champions-League-Finale, wo Andonova nicht spielberechtigt war. Im Juni verließ Andonova den Verein wieder.

### FC Barcelona
Am 23. Juni 2017 unterschrieb sie in der Primera Iberdrola beim FC Barcelona einen Zweijahresvertrag bis zum 30. Juni 2019. In der Saison 2017/2018 wurde sie Vizemeisterin, bestritt 20 Spiele und erzielte 4 Tore. 2018 gewann sie mit ihrer Mannschaft den spanischen und den katalanischen Pokal. In der Championsleague scheiterte sie mit ihrem Team im Viertelfinale an Lyon.

### Levante UD
Im Juli 2019 wechselte Andonova zum Levante UD nach Valencia.

## Nationalmannschaft
Ihr erstes Länderspiel bestritt Andonova am 13. September 2008 in der U-17 Auswahl Mazedoniens beim Qualifikationsspiel zur U-17-Europameisterschaft 2009 gegen Polen. Mazedonien gewann dank ihrer drei Tore das Spiel in Strumica (Mazedonien) mit 3:2 und konnte sich nach einem 1:2 gegen Tschechien und einem 3:0 gegen Lettland, Andonova erzielte je ein Tor, als Gruppenzweiter erstmals für die 2. Runde im April 2009 qualifizieren. Gegen Schweden, Norwegen und die Ukraine war Mazedonien weitgehend chancenlos und wurde nach drei Niederlagen mit 4:15 Toren Gruppenletzter. Andonova, inzwischen Kapitänin der U 17-Nationalmannschaft, steuerte zwei Tore bei. In der Qualifikationsrunde zur U-17-Europameisterschaft 2010 traf Andonova mit ihrem Team auf England, Wales und Belarus und wurde mit einem Punkt und 1:9 Toren Gruppenletzter.
Im Sommer 2010 (4. Mai bis 5. Juni) führte Andonova als Kapitänin die mazedonische U-19-Auswahl bei der Europameisterschaft im eigenen Land an. In der Gruppe B war Mazedonien gegen die Niederlande, Frankreich und Spanien chancenlos, verlor alle drei Spiele mit insgesamt 1:19 Toren. Andonova erzielte das einzige Tor für ihr Land mit einem 40-m-Schuss gegen Frankreich und wurde von der UEFA zum Golden Player der EM benannt und als eine von zehn Talenten hervorgehoben. In den beiden Qualifikationsrunden zu den U-19-Europameisterschaften 2011 und 2012 wurde sie mit ihrer Mannschaft jeweils mit einem Sieg und zwei Niederlagen Gruppendritter und konnte sich nicht für die nächste Runde qualifizieren. In den sechs Spielen erzielte Andonova 5 Tore.
Bereits als 14-Jährige wurde Andonova in der mazedonischen A-Nationalmannschaft bei Freundschaftsspielen eingesetzt. Gleich in ihrem allerersten Spiel am 7. November 2008 erzielte sie beim 3:2-Sieg Mazedoniens gegen Malta zwei Tore. Am 27. März 2010 debütierte Andonova 16-jährig dann auch im WM-Qualifikationsspiel bei der 0:14-Niederlage Mazedoniens gegen Norwegen. Sie kam bei vier Spielen der Qualifikation zur Weltmeisterschaft 2011 und bei 12 Spielen der Vorrunde und Qualifikation zur Europameisterschaft 2013 zum Einsatz und erzielte insgesamt 5 Tore. Am 20. Juni 2012 lief sie beim EM-Qualifikationsspiel gegen Polen (0:4) erstmals als Kapitänin der Nationalmannschaft auf. In der Qualifikation zur Weltmeisterschaft 2015 erzielte sie in acht Spielen vier Tore. Mit ihrem Treffer zum 1:1 im Spiel gegen Estland sicherte sie ihrer Mannschaft den ersten Punkt überhaupt in einer WM-Qualifikation.
Ihr letztes Spiel in der Nationalmannschaft absolvierte sie am 29. November 2015 gegen Schottland (0:10). Anschließend kam es zu Querelen insbesondere zwischen dem neuen Nationaltrainer Izow und den drei im Ausland spielenden Spitzenspielerinnen Natasha und Sijche Andonova sowie Gentiana Rocci. 2016 löste der mazedonische Fußballverband seine A-Nationalmannschaft der Frauen für 3 Jahre auf.

## Erfolge
- Schwedische Meisterin 2015
- Deutsche Meisterin 2011 und 2012
- Mazedonische Meisterin 2009 und 2010
- Gewinnerin des schwedischen Supercups 2016
- Schwedische Pokalsiegerin 2016
- Spanische Pokalsiegerin (Copa de la Reina) 2018
- Katalanische Pokalsiegerin 2018
- Mazedonische Pokalsiegerin 2009 und 2010
- Golden Player der U-19 EM 2010
- Beste Fußballerin Mazedoniens 2009, 2010, 2012–2015
- Beste Sportlerin Mazedoniens 2014
- Gewinnerin des Internationalen Turbine-Hallenpokals 2014 und 2015